# 노베메스토나트바홈

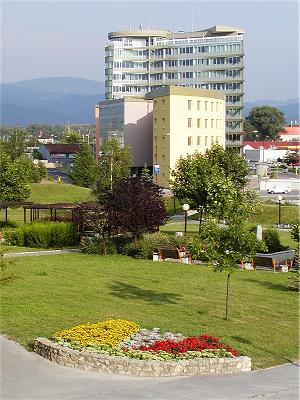
노베메스토나트바홈

노베메스토나트바홈(슬로바키아어: Nové Mesto nad Váhom, 독일어: Neustadt an der Waag 노이스타트안데어바크[*], 헝가리어: Vágújhely 바구이헤이[*])은 슬로바키아 트렌친 주에 위치한 도시로 면적은 32.583 km2, 높이는 195 m, 인구는 20,705명(2005년 기준), 인구 밀도는 635명/km2이다. 도나우 언덕의 북쪽 가장자리, 백카르파티아산맥의 북쪽 기슭에 위치하며 바흐강과 접한다.

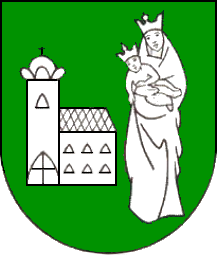
시 문장